# ص
| الفبای فارسی |    |   |    |   |   |
| الف          | ب  | پ | ت  | ث | ج |
| چ            | ‌ ح | خ | د  | ذ | ر |
| ز            | ‌ ژ | س | ‌ ش | ص | ض |
| ط            | ظ  | ع | غ  | ف | ق |
| ک            | گ  | ل | م  | ن | و |
| ه            | ی  |   |    |   |   |
| حروف دیگر    |    |   |    |   |   |
| ء            | آ  | اً | هٔ  | ة |   |

| شكل حرف | شكل حرف | شكل حرف | شكل حرف | شكل حرف |
| جدا     | آغازی   | میانی   | پایانی  |         |
| ص       | ص‍       | ‍ص‍        | ‍ص        |         |
| ------- | ------- | ------- | ------- | ------- |

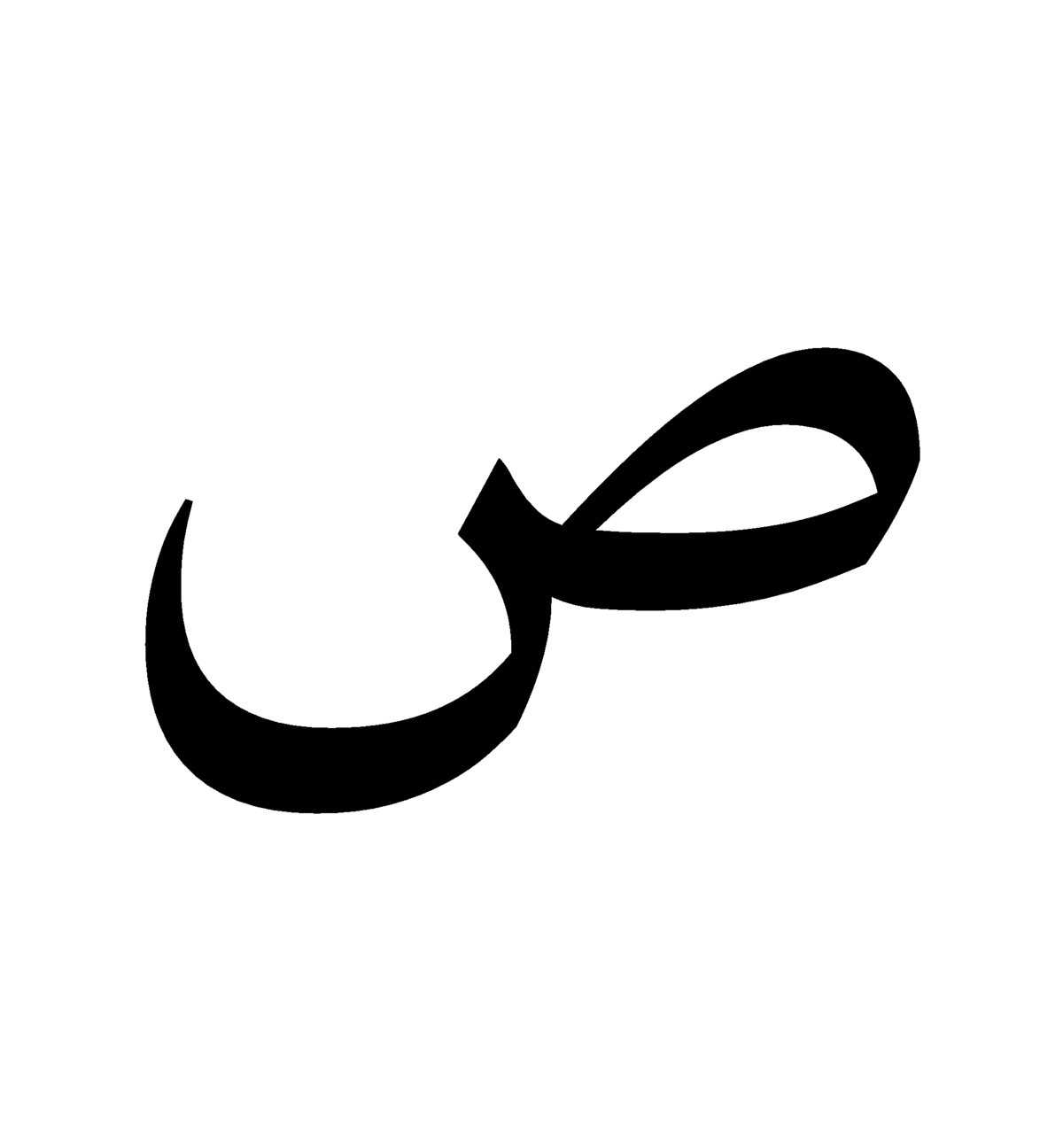
حرف ص

ص حرف هفدهم در الفبای فارسی (صاد)، حرف چهاردهم در الفبای عربی (صاد) و هجدهمین حرف از حروف الفبای عبری (زادی צ) است. صدای آن در تلفظ فارسی همانند «س» است ولی درعربی گونه‌ای «س» نفیری تلفظ می‌شود. حرف ص از حرف‌های عربی است طبق در کتاب فرهنگ واژه‌های اوستا این کلمه س و ث در این کتاب است.[۱]
این حرف مخفف جلمهٔ دعائی «صلی الله علیه و آله و سلم» به معنی تقریبی: «درود بر او وخاندان پاکش» بوده و از طرف مسلمانان بعد از به‌کار بردن نام محمد گفته می‌شود.

## در دفترها
در دفترها حرف ص در کنار حروف دیده می‌شود که به معنای صفحه است.